# Akalpia
Genre
Akalpia est un genre d'opilions eupnois de la famille des Sclerosomatidae.

## Distribution
Les espèces de ce genre se rencontrent en Inde et au Japon.

## Liste des espèces
Selon World Catalogue of Opiliones (06/05/2021) :
- Akalpia nipponica Sato & Suzuki, 1938
- Akalpia oblonga Roewer, 1915

## Publication originale
- Roewer, 1915 : « Fünfzehn neue Opilioniden. » Archiv für Naturgeschichte, vol. 80, no 9, p. 106–132 (texte intégral).